# Staatliches Abendgymnasium mit Abendschule St. Georg
Das staatliche Abendgymnasium St. Georg mit integrierter Abendschule (ehemals Abendhauptschule und Abendrealschule) ist eine staatliche Bildungseinrichtung des zweiten Bildungsweges.

## Geschichte
Im Jahre 1959 wurde das staatliche Abendgymnasium St. Georg mit angeschlossener Abendmittelschule per Senatsbeschluss vom 1. September 1959 als zweites Abendgymnasium mit angeschlossener Abendmittelschule in Hamburg gegründet.
Seit 1986 ergänzt die Abendhauptschule das Bildungsangebot der Erwachsenenschule. Seit Gründung wurden mehrere tausend Abschlüsse an der Abendschule St. Georg erworben. Mit knapp 650 Schülerinnen und Schülern (Stand: August 2014) ist die Abendschule St. Georg derzeit eine der größten staatlichen Abendschulen Deutschlands.
Das Schulgebäude aus dem Jahr 1907 liegt im Stadtteil St. Georg im Zentrum der Hansestadt Hamburg in der Rostocker Str. 41. Die Abbildung zeigt eine historische Aufnahme des von Bauinspektor Albert Erbe entworfenen Gebäudes für die damalige Oberrealschule St. Georg (später Gymnasium St. Georg). 

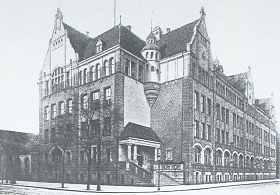
Gebäude um 1910

## Schulleitung

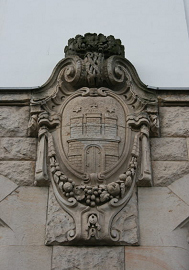
Wappen der Hansestadt

- 1959 bis 1971: Herr Klinge
- 1972 bis 1984: Herr Schneider
- 1984 bis 1986: Herr Alt
- 1987 bis 1999: Herr Huth
- 1999 bis 2013: Herr Wolz
- 2013 bis 2015: Herr Worczinski
- 2015 bis 2016: Reinhard Dyckhoff
- seit 2017: Christian Sprang

## Profil
Das staatliche Abendgymnasium St. Georg mit integrierter Abendschule (ehemals Abendhauptschule und Abendrealschule) ist auf die Aus- und Weiterbildung von jungen, meist berufstätigen Erwachsenen spezialisiert. Dem Grundsatz der Chancengerechtigkeit verpflichtet bietet das Hamburger  Abendgymnasium St. Georg mit seiner Abendreal- und Abendhauptschule als Schule für Erwachsene die Möglichkeit, in drei verschiedenen Ausbildungsgängen alle allgemein bildenden Schulabschlüsse zu erwerben. Zwischen den Schulformen sind Übergänge möglich. Es können der Hauptschulabschluss (Erster allgemeinbildender Abschluss), der Realschulabschluss (Mittlerer allgemeinbildender Abschluss), die Fachhochschulreife und das Abitur  im kostenfreien Unterricht erworben werden. Der Unterricht findet überwiegend in den Abendstunden statt.
Voraussetzungen für die Anmeldung sind das Erreichen des achtzehnten Lebensjahres, Nachweise über den bisherigen Schulbesuch, je nach Schulform und im Falle des Abiturs eine zweijährige Berufstätigkeit. 
Der Fächerkanon ist eingeschränkter als an einer herkömmlichen Tagesschule. An der Abendschule gibt es neben den Fächern Deutsch, Mathematik und Englisch die Lernfelder Arbeit und Beruf, Naturwissenschaften und Technik sowie Gesellschaftswissenschaften.
Am Abendgymnasium werden die Fächer Biologie, Chemie, Theater, Deutsch, Englisch, Französisch, Geographie, Geschichte, Latein, Mathematik, PGW (Politik,  Geschichte,  Wirtschaft), Philosophie, Physik, Psychologie, Spanisch und Wirtschaftswissenschaften unterrichtet. 
In der Oberstufe des Gymnasiums werden verschiedene Profile, abgestimmt auf unterschiedliche Lerninteressen- und Stärken, angeboten. Diese sind im Einzelnen: Biologie – Geschichte, Geschichte – Biologie, PGW – Biologie, Physik – Geographie, Geographie – Biologie.

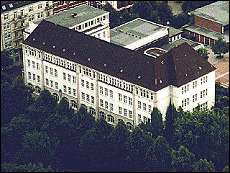
Luftbild

Die Kernzeit des Unterrichts liegt in der Woche in der Zeit zwischen 17:30 Uhr bis 21:30 Uhr bzw. 20:45 Uhr (freitags). Nach der Hälfte der Ausbildungszeit kann für die Bildungsgänge staatliche Ausbildungsförderung (BAföG) beantragt werden. Das Schuljahr beginnt nach den Sommerferien im August. Für den Ersten Abschluss und Mittleren Abschluss gibt es einen Schulbeginn auch im Februar.

## Ehemalige Lehrer
- Emil Goldschmidt (1901–1990), Fachlehrer für Deutsch und Gemeinschaftskunde von 1965 bis 1972